# Amigo imaginario
Los amigos imaginarios son personajes ficticios que algunos niños crean con su imaginación, y a los que suelen asignar un papel tutelar o lúdico. 
Es un fenómeno normal en la infancia y adolescencia aunque suelen desaparecer naturalmente con la edad. No supone ningún problema salvo que afecte al desempeño funcional o incite a actitudes violentas. 
Pueden llegar a desarrollar complejos comportamientos y personalidades. Aunque puedan parecerle muy reales a sus creadores, estudios han revelado que algunos niños autistas son capaces de entender la irrealidad de sus compañeros. 
Así, algunos los consideran una presencia física indistinguible del resto de personas, mientras que otros dicen verlos únicamente en sus cabezas. De acuerdo con algunas teorías psicológicas, entender las conversaciones que el niño pueda tener con su amigo imaginario puede ser sumamente revelador sobre los miedos, aspiraciones, ansiedades o influencias del niño.

## Caso de preocupación mayor
Cuando los niños se adentran en este mundo de fantasía e imaginación, los padres solo tendrán razones para preocuparse si su hijo se aferra al amigo imaginario a tal punto que lo impida cumplir con sus tareas y compromisos cotidianos, o si observan que su hijo ya no desea tener amigos reales para jugar y relacionarse. Además, si notan que el hijo se ha vuelto retraído o ha adquirido comportamiento agresivo a causa de un amigo imaginario violento y hablar con él y comportarse como si fuera real, deberán buscar ayuda y apoyo de un especialista. Situaciones como esas podrían generar otros problemas.

## Pensamientos positivos
Por lo demás, no existen razones para alarmarse. El niño no sufre problemas mentales, ni vive situaciones sobrenaturales. El niño está sano. Del mismo modo en que llegan los amigos imaginarios, se van y desaparecen con el tiempo. Es una etapa que suele finalizar alrededor de los 11 años de edad, cuando el niño tenga muy desarrolladas las funciones del lenguaje y de la lógica, así como la memoria y la inteligencia y que también supiera diferenciar lo que es la fantasía de la realidad.
Se han hecho muchas observaciones al fenómeno del amigo imaginario. Algunos dicen que los hijos únicos, que solamente conviven con adultos, son los más propensos a tener amigos imaginarios, y los utilizan para llenar esta carencia social. Otros afirman que el fenómeno se da normalmente en los niños más sensibles, con mayor imaginación y fantasía. Quienes en la infancia tienen amigos imaginarios podrían ser más propensos a tener una mayor creatividad como adultos dado el origen imaginario de éstos. 
Este fenómeno suele darse también durante la adolescencia temprana, en 
jóvenes que sufren rechazo o discriminación por parte de sus iguales, como un modo de disminuir el malestar provocado por esta situación y el sentimiento de soledad.